# 王潤華
王潤華（Wong Yoon Wah，1941年8月13日—），祖籍廣東從化，出生於馬來聯邦霹靂州地摩（Temoh）鎮，新加坡學者、詩人、散文家。曾獲“創世紀”二十周年紀念獎、中國時報散文推薦獎、中興文藝獎、新加坡國家文化獎、泰國的東南亞文學獎、東南亞國協的亞細安文化獎。現為馬來西亞南方大學學院副院長兼中文系教授。

## 生平
1968年至1972年就读於威斯康辛大學，師從周策縱，主修中國文學，副修比較文學。
1962年至1971年與淡瑩、張錯、林綠、陳慧樺、黃德偉等人創辦並經營星座詩社。
1973年至1976年任教於新加坡南洋大學中國語文學系，1977年至1980年出任人文與社會科學研究所代所長、所長。
1980年至2002年擔任新加坡國立大學中文系講師、高級講師、副教授、教授、系主任、人社院助理院長及藝術中心副主任。
1984年至1989年，1998-2003年擔任新加坡作家協會會長。
2003年至2006年擔任台灣元智大學人文與社會學院院長兼中國語文學系主任、2006-2011年任國際際語言文化中心主任。

## 中文著作
- 《高潮》（1970），臺北：星座詩社。
- 《異鄉人》（原著Albert Camus）（翻譯, 1971），台南：中華。
- 《比較文學理論集》（1972），臺北：國家。
- 《郁達夫在新加坡與馬來西亞》（1977），臺北：中國時報。
- 《中日人士所見郁達夫在蘇門答臘的流亡生活》（1977），臺北：中國時報。
- 《中西文學關係研究》（1978），臺北：東大圖書。
- 《內外集》（1978），臺北：國家。
- 《老舍在小坡生日對今日新加坡的預言》（1979），新加坡：南洋大學。
- 《橡膠樹：南洋鄉土詩集》（1980），新加坡：泛亞文化事業公司。
- 《南洋鄉土集》（1981），臺北：時報文化出版事業。
- 《論新加坡華文文學的發展階段與方向》（1984），新加坡：王潤華。
- 《王潤華自選集》（1986），臺北：黎明文化。
- 《秋月行》（1988），臺北：合志文化。
- 《東南亞華文文學》（與白豪士共同主編，1989），新加坡：新加坡作家協會。
- 《司空圖新論》（1989），臺北：東大圖書。
- 《論魯迅故鄉的自傳性與對比結構》（1989），新加坡：新加坡國立大學。
- 《從新華文學到世界文學》（1994），新加坡：新加坡潮州會館。
- 《司空圖“詩品”》（翻譯，1994），新加坡：新加坡國立大學。
- 《老舍小說新論》（1995），臺北：三民。
- 《把黑夜帶回家》（1995），臺北：爾雅。
- 《世界微型小說論：首屆世界華文微型小說研討會論文集》（與黃孟文共同主編，1996），新加坡。
- 《沈從文小說新論》（1998），上海：學林。
- 《沈從文小說理論與作品新論》（1998），臺北：文史哲出版社。
- 《地球村神話》（1999），新加坡：新加坡作家協會。
- 《熱帶雨林與殖民地》（1999），新加坡：新加坡作家協會。
- 《從反殖民到殖民者：魯迅與新馬後殖民文學》（2000），新加坡：新加坡國立大學。
- 《新加坡作家協會新紀元2000》（主編，2000），新加坡：新加坡作家協會。
- 《華文後殖民文學：本土多元化的思考》（2001），臺北：文史哲。
- 《華文後殖民文學：中國東南亞的個案研究》（2001），上海：學林出版社。
- 《榴蓮滋味》（2003），臺北：二魚文化。
- 《越界跨國文學解讀》（2004），臺北：萬卷樓。
- 《亞洲的綠》（2004），黎明文化。
- 《魯迅越界跨國新解讀》（2006），臺北：文史哲。
- 《王維詩學》（2009），香港：香港大學。
- 《王潤華詩精選集》（2010），臺北：新地文化。
- 《華裔漢學家周策縱的漢學研究》（2011），北京：學苑。

## 外部連結
- 元智大學人社院[永久]
- 南方大學學院中文系[永久]
- 新加坡國立大學海外華人研究 （页面存档备份，存于）